# Erató Kozákou-Markoullí
Erató Kozákou-Markoullí (en grec moderne : Ερατώ Κοζάκου-Μαρκουλλή), née le 3 août 1949 à Limassol, est une diplomate et femme politique chypriote.

## Biographie
Elle est ambassadrice de la république de Chypre aux États-Unis entre 1998 et 2003, puis en Jordanie.
Proche du Parti démocrate (DIKO), elle devient le 16 juillet 2007 ministre des Affaires étrangères dans le gouvernement du président de la République Tássos Papadópoulos lors du remaniement qui suit le départ de l'AKEL de la coalition au pouvoir.
Elle quitte l'exécutif lors de l'accession à la présidence de la République de Dimítris Khristófias le 29 février 2008. Elle y fait son retour lors du remaniement du 2 mars 2010, en tant que ministre des Communications et des Travaux publics. À l'occasion du remaniement du 5 août 2011, elle retrouve le poste de ministre des Affaires étrangères.
Après l'entrée en fonction de Níkos Anastasiádis le 1er mars 2013, elle quitte de nouveau le gouvernement.